# Angelus Silesius
Johann Scheffler, más conocido como Angelus Silesius (25 de diciembre de 1624-9 de julio de 1677), fue un poeta, teólogo y médico alemán, autor de epigramas representativos de la literatura barroca y el misticismo centro-europeo.

## Biografía
Nació en el seno de una familia luterana y su fecha exacta de nacimiento no se conoce; como fue bautizado el día de Navidad de 1624 en Breslau, se cree que probablemente nació en diciembre de ese año en esa ciudad de Silesia, por entonces provincia del imperio de los Habsburgo y hoy al suroeste de Polonia. Johann Scheffler, que será mundialmente conocido por su pseudónimo Ángel Silesio, era el hijo mayor de un exsoldado polaco, Stanislaus Scheffler (c. 1562-1637), que estuvo al servicio del señor de Borowice y fue nombrado caballero por el rey Segismundo III, y de María Hennemann (1600-1639), hija de un médico de Breslau vinculado a la corte imperial. Comenzó sus estudios en el gymnasium de Santa Isabel de Breslau; era todavía un estudiante cuando se publican sus primeros poemas, firmados ya con su pseudónimo. Estos textos están influidos especialmente por Martin Opitz y el poeta Christoph Köler, que fue uno de sus profesores. A continuación estudió medicina y otras ciencias por un año (1643) en la luterana Universidad de Estrasburgo. Continuó luego estos estudios de 1644 a 1647 en la de Leiden, donde descubrió la obra del escritor místico Jacob Boehme o Böhme, y un amigo común de este último, Abraham von Franckenberg, lo introdujo probablemente en la mística judía o Cábala, en la alquimia y en el Corpus hermeticum, y le presentó a algunos escritores místicos que vivían en Ámsterdam. Franckenberg estaba reuniendo las obras completas de Böhme en el preciso momento en que Scheffler vivía en los Países Bajos y se acogía en la República a muchos grupos religiosos disidentes, místicos y eruditos perseguidos en otros lugares de Europa. Scheffler concluyó al fin sus estudios graduándose en la Universidad de Padua, donde se doctoró en filosofía y medicina en 1648 antes de regresar a su región natal para ejercer su recién acreditada profesión.
El 3 de noviembre de 1649 fue nombrado médico en la corte de Silvius Nimrod I (duque de Württemberg-Oels entre 1622 y 1664), con un buen salario anual de 175 ducados. Se le había recomendado al Duque por sus cualidades y experiencia, pero como nunca había ejercido la medicina antes cabe pensar que obtuviera este trabajo gracias al influjo de su amigo Abraham von Franckenberg, hombre próximo al Duque y nacido en la región, y sobre todo a una recomendación de su hermanastro Tobías Bruckner, que era médico también en la corte del Duque.
Pero su misticismo y sus críticas a la doctrina luterana (especialmente a la Confesión de Augsburgo) provocaron tensiones con el duque (un luterano devoto) y ciertos miembros de su entorno. Scheffler, además, había comenzado a tener visiones místicas y una parte del clero luterano lo tenía por hereje. Por eso, al morir su protector Franckenberg en junio de 1652 Scheffler tuvo que renunciar a su puesto, quizá por la fuerza, y se colocó bajo la protección de la Iglesia Católica. Al año siguiente (el 12 de junio de 1653) se convirtió al catolicismo en la Iglesia de San Matías de Breslau, adoptando el nombre de Angelus Silesius, y el 27 de febrero de 1661 tomó el hábito franciscano; tres meses después fue ordenado sacerdote en el ducado silesio de Neisse, zona recatolizada con éxito por los Habsburgo y gobernada por un príncipe-obispo. Cuando su amigo Sebastián von Rostock (1607-1671) se convirtió en el príncipe-obispo de Breslau (o Breslavia), Silesius fue nombrado su Rath und Hofmarschall (consejero y chambelán). Como entusiasta converso, durante este tiempo comenzó a publicar al menos cincuenta y cinco tratados contra el luteranismo y la Reforma protestante con el propósito de que volvieran al catolicismo los protestantes de su región silesia. Treinta y nueve de estos ensayos fueron más tarde compilados en una colección de dos volúmenes titulada Ecclesiologia (1676). Ya en 1657 había publicado dos obras importantes: Heilige Seelenlust ("Santos deseos del alma"), colección de 200 himnos que fueron utilizados tanto por los católicos como por los protestantes, y su famosísimo Der Cherubinischer Wandersmann ("Peregrino querubínico"), colección de 1676 epigramas compuestos principalmente en forma de pareados alejandrinos donde se exploran los temas de la mística y el quietismo y se tiende en cierta medida al panteísmo, aunque siempre dentro de los límites de la doctrina católica.
Al fallecer el Príncipe-obispo en 1671, Silesius se retiró al Hospicio de los Caballeros de la Cruz con la Estrella Roja (la Matthiasstift), una casa jesuita asociada a la iglesia de San Matías en Breslau. Murió a los cincuenta y tres años, el 9 de julio de 1677 y fue enterrado allí. Algunas fuentes afirman que murió de tuberculosis ("consunción"). Inmediatamente después de que se conociera la noticia de su muerte, varios de sus detractores protestantes extendieron el falso rumor de que Silesius se había ahorcado. Su última voluntad fue que su fortuna, en gran parte herencia de su padre, se repartiera en orfanatos y otras instituciones pías y caritativas.

## El peregrino querúbico

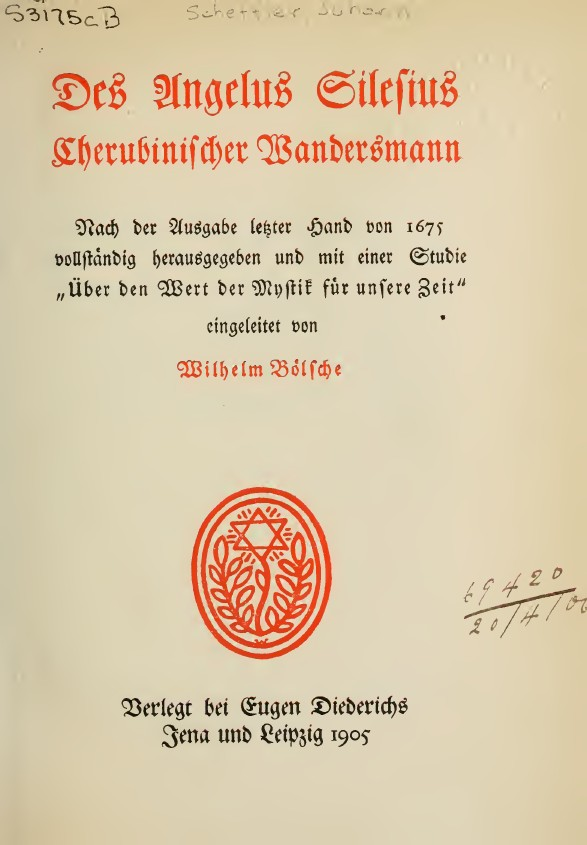
Des Angelus Silesius Cherubinischer Wandersmann (1905).

La más importante y conocida de sus obras lleva el título de Rimas espirituales: gnómicas y epigramáticas que conducen a la divina contemplación (Geistreiche Sinn-und Schluss-reime, 1657) que después fue llamada El peregrino querubínico o querúbico (Cherubinischer Wandersmann), considerada la obra más importante del misticismo europeo de la época. Esta obra es básicamente una colección de aforismos rimados imbuidos de un extraño panteísmo. Sus versos recorren los grandes temas y sutiles paradojas del misticismo cristiano desde esta perspectiva: la eternidad en el tiempo, la dependencia entre Dios y el hombre, el abismo insondable de Dios, el desprendimiento o la vacuidad y la pobreza espirituales, para lo cual Silesius se inspiró en obras de autores como Jakob Böhme, Maestro Eckhart, Juan Taulero, Blois y San Juan de la Cruz.
La belleza de su obra ha sido admirada por poetas tan importantes como Goethe, Rainer Maria Rilke y, más tardíamente, Jorge Luis Borges (quien mencionó en su Otro poema de los dones las "místicas monedas de Ángel Silesio", aludiendo a sus pareados de alejandrinos). Su influencia se extendió aún más a la filosofía en la obra de Schopenhauer, Wittgenstein y Heidegger.

## Según Borges
Jorge Luis Borges eligió algunos epigramas de Silesius al glosar la poesía.

Die Rose ist ohne warum; Sie blühet, weil Sie blühet...
La rosa es sin porqué, florece porque florece...